# Mooi Gaasterland

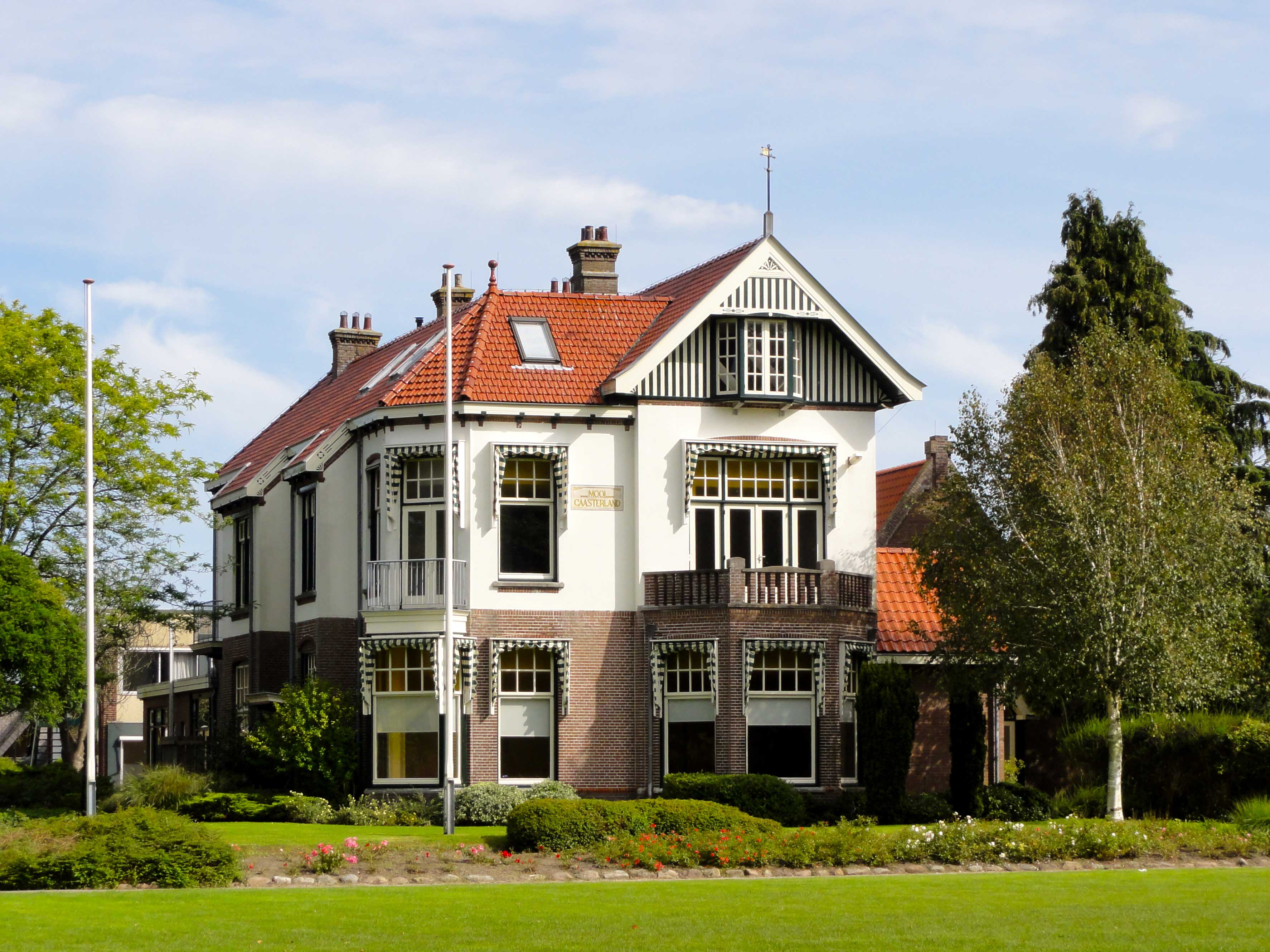
De villa Mooi Gaasterland in Rijs anno 2011

Mooi Gaasterland is een gemeentelijk monument in de Friese plaats Rijs in Gaasterland.

## Geschiedenis
Mooi Gaasterland werd in 1912 gebouwd in opdracht van de Maatschappij Gaasterland door de Haagse architect M.J. van der Schilden. Hij ontwierp het gebouw in een stijl waarin kenmerken zijn verwerkt van de chaletstijl. In 1925 werd de villa aangekocht door de Utrechtse Stichting Volksgezondheid om als kindervakantiekoloniehuis te dienen.
Mooi Gaasterland heeft dienstgedaan als kinderkoloniehuis van de Dochters van Onze Lieve Vrouw van het Heilig Hart en fungeerde ook als vakantiekolonie. Later werd het een accommodatie voor de jeugdzorg, waar uit huis geplaatste kinderen werden opgenomen. In 2010 heeft Jeugdzorg Friesland besloten om het pand af te stoten. In 2011 werden de laatste activiteiten van jeugdzorg beëindigd en werd het pand te koop aangeboden. Na een verbouwing is er sinds 2015 een horecagelegenheid gevestigd.

### Kapel
In 1929 werd er een kapel op het terrein gebouwd in opdracht van de toenmalige eigenaar, de Utrechtse Diocesane Bond der Katholieke Arbeiders Beweging. Het ontwerp van de kapel is van de Friese architect Arjen Witteveen. De muurschilderingen in de kapel werden gemaakt door Jacob Ydema. De architect had zich daar voor ingezet. Het interieur van de kapel wordt beheerst door een relatief grote triomfboog, die het priesterkoor met het altaar afscheidde van de overige ruimte. Op de boog schilderde Ydema een voorstelling van het laatste oordeel, met in de top Christus in een mandorla, omringd met heiligen. Aan zijn rechterzijde (links voor het publiek) zijn afbeeldingen uit het hemels paradijs te zien en aan de andere zijde wordt de hel gedomineerd door een angstaanjagende figuur van een wrekende engel met een grote zeis, die de verdoemden te lijf gaat. Dit was de eerste opdracht van de jonge (31-jarige) schilder voor een muurschildering (1933). Een vervolgopdracht kwam het jaar daarop: de muur achter het altaar. Daar volgde Ydema de vorm van de triomfboog, om het vlak in te delen en aldus eenheid in de decoratie te bewerken. Boven het altaar kwam het apocalyptische lam als symbool voor Christus, staande op de regenboog met een rol met de zeven zegels. Aan weerszijden van het altaar de ouderlingen uit de Apocalyps. De resterende ruimte op de muur werd gevuld met panelen met Bijbelse voorstellingen. De schilder beschouwde de schilderingen in Rijs als een van zijn beste werken. Ten tijde van de Tweede Wereldoorlog zijn de schilderingen onder een laag witkalk verdwenen, door toedoen van de Duitse bezetter, die de kapel voor eigen doeleinden gebruikte.

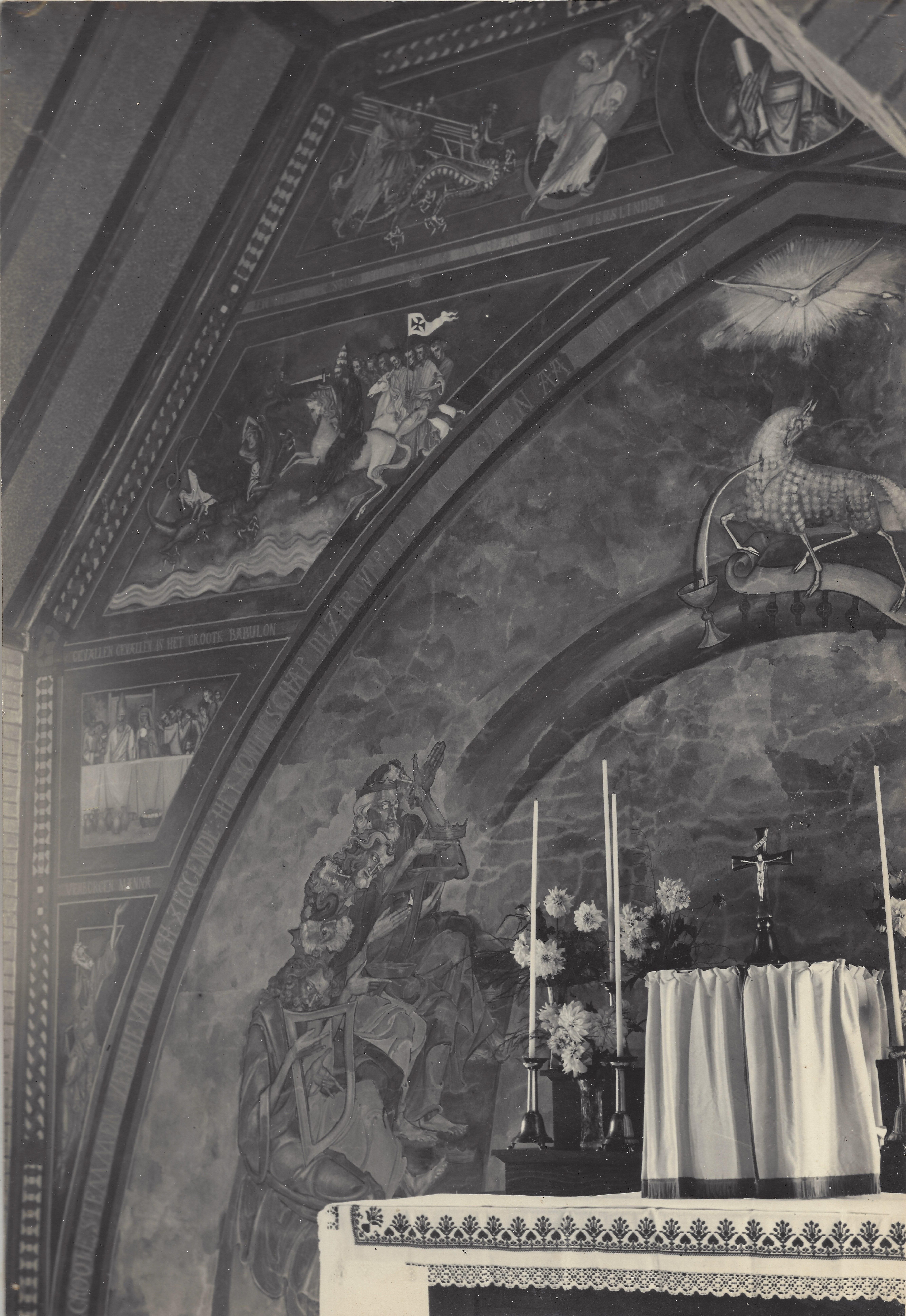
Jacob Ydema, Het apocalyptische lam en ouderlingen, 1934
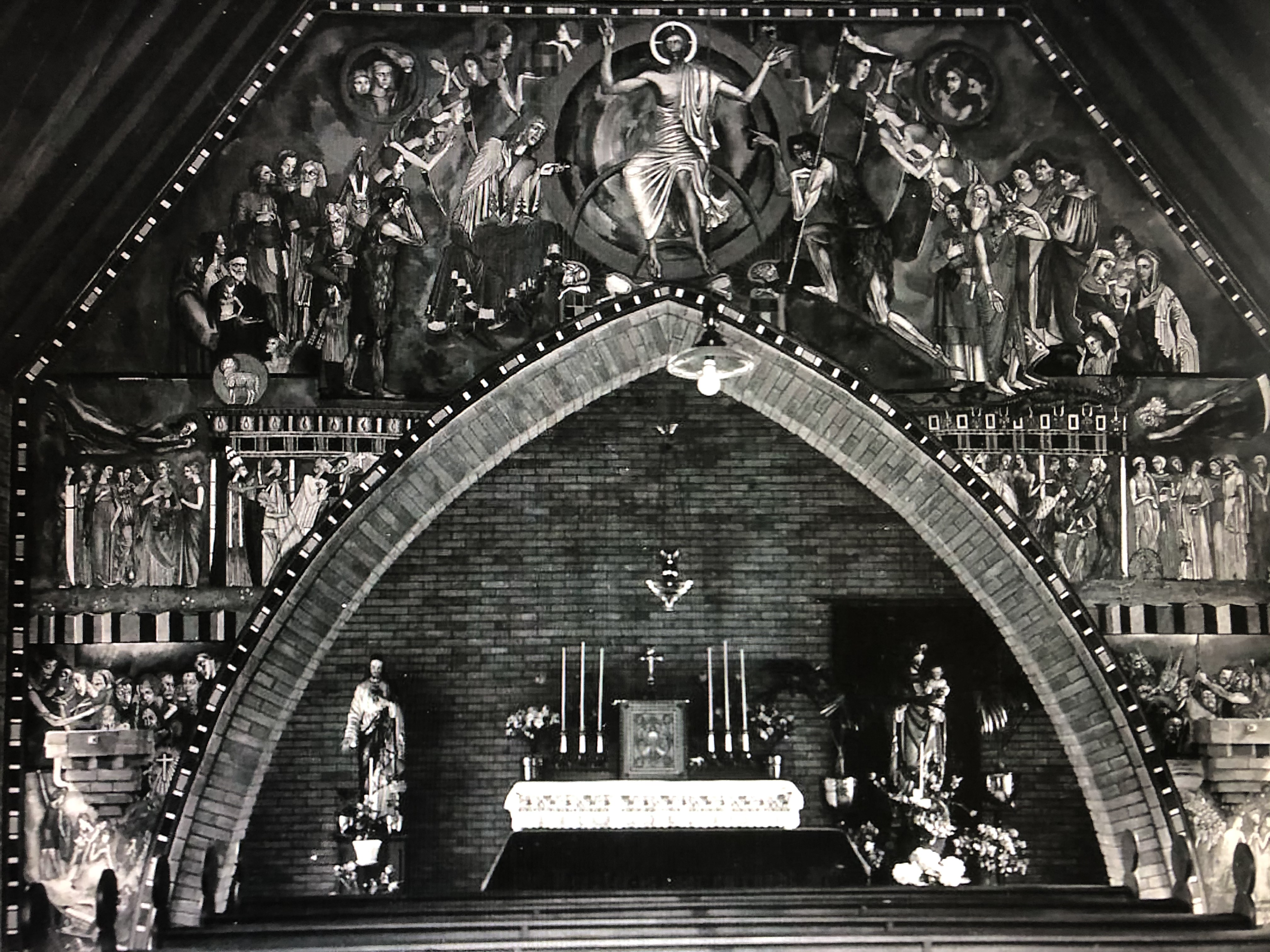
Jacob Ydema, Laatste Oordeel, 1933
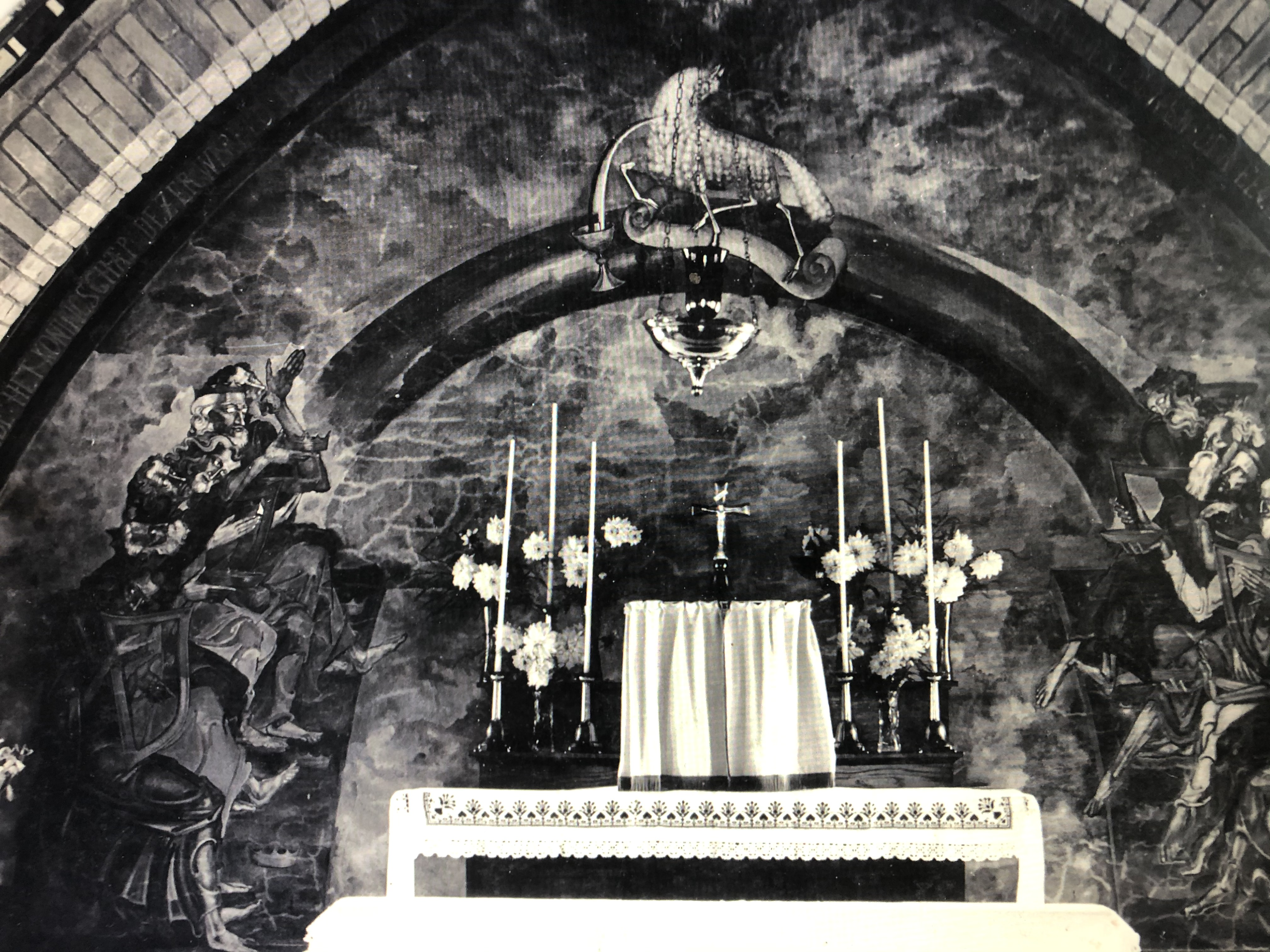
Jacob Ydema, Het apocalyptische lam en ouderlingen, Rijs 1934